# Snowballing

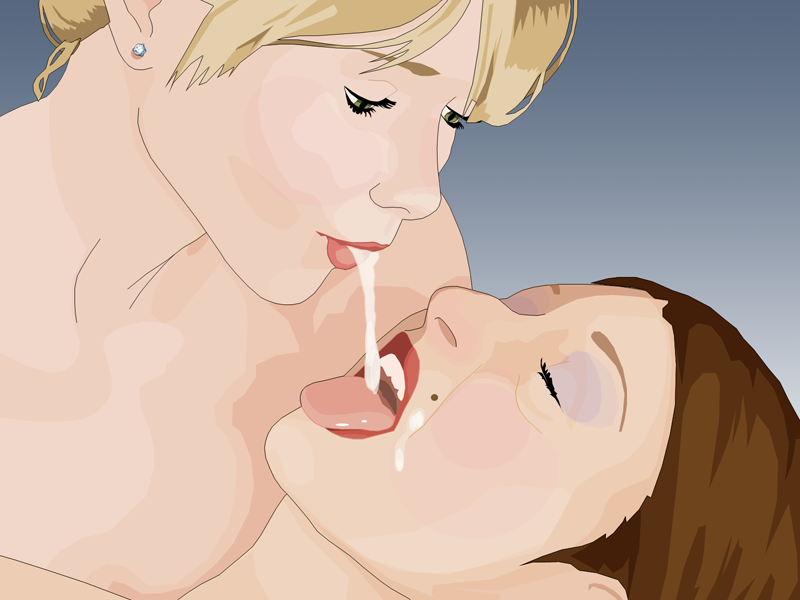
Una donna passa lo sperma a un'altra donna

Snowballing (letteralmente fare una palla di neve) o cum swapping o palla di neve è un termine dello slang inglese che descrive una pratica sessuale in cui una persona, dopo aver ricevuto un cumshot nella bocca, di solito attraverso un bacio, passa lo sperma a un'altra persona, che può essere sia l'autore del cumshot sia un altro/a partecipante al rapporto sessuale. 
L'espressione divenne popolare per una scena del film Clerks - Commessi del 1994 diretto da Kevin Smith, in cui Veronica (Marilyn Ghigliotti) spiega al fidanzato Dante (Brian O'Halloran) cos'è una "palla di neve" e perché il personaggio di Willam Black è soprannominato "Palla di neve".